# ثوم عشبي
الثوم العشبي أو ثوم ذهبي أو حَرْمَل أبيض (باللاتينية: Allium moly) نوع نباتي عشبي يتبع جنس الثوم من الفصيلة الثومية.

## الموئل والانتشار
ينتشر في المغرب العربي وإيطاليا وفرنسا وإسبانيا.